# Sugar-Daddy
Sugar-Daddy, auch Sugardaddy (von englisch sugar für Zucker oder Süßigkeit und Daddy als Kosename für Vater), werden Männer genannt, die eine oftmals längerfristige, nicht zwingend rein sexuell geprägte Beziehung zu zumeist jüngeren Partnerinnen oder Partnern unterhalten (Sugardating), die dafür materielle Gegenleistungen erhalten. Der Sugardaddy ist oftmals liiert oder verheiratet; auch das Sugarbaby kann sich in einer Beziehung befinden. Eine Frau, die einen Mann oder eine andere Frau finanziell unterstützt, wird gelegentlich als Sugar-Mommy bezeichnet. Ein Sugar-Daddy oder eine Sugar-Mommy sieht sich selbst oft als „Mäzen“, „Sponsor“ oder „Förderer“. Die jeweiligen Partner werden als Sugar baby, Trophy wife, Boy toy, Babyboy, Kitten oder Toy boy (englisch toy, „Spielzeug“ und boy, „Junge“) bezeichnet.

## Abgrenzung zu anderen Formen der Prostitution und Sugardating
Die Grenzen zwischen anderen Formen der Prostitution und Sugardating sind fließend: Ein Merkmal von Prostitution ist, dass für das Entgelt des Freiers eine einmalige sexuelle Leistung geboten wird. Beim Sugardating hingegen besteht das Entgelt des Sugar-Daddys oft in Lebensunterhalt. Neben Geld kommen auch andere Gegenleistungen in Frage, beispielsweise Waren, Karriereförderung oder die Einführung in bestimmte gesellschaftliche Kreise. Zu beachten ist allerdings, dass Altersunterschiede in einer Beziehung einem gesellschaftlichen Tabu und Diskriminierungen unterliegen. Beziehungen zwischen Personen mit größeren Altersunterschieden müssen nicht zwingend „ungesund“ sein.
Sugar Dating wird häufig als eine moderne Version des Kurtisanenwesens bezeichnet, da das Sugarbaby in der Regel nur einen Sugardaddy hat und dieser in aller Regel wohlhabend ist.
Sugar Dating ist zumeist durch finanzielle Abhängigkeit des Sugar Baby geprägt. Ein weiteres häufiges Merkmal ist, dass die Beziehungsstruktur und deren individuelle zwischenmenschliche Regeln meist durch den Sugardaddy bestimmt werden. 
Dies sind zwei der Kriterien, welche Sugardating zu einer Form der Prostitution machen, selbst in jenen Konstellationen, in denen kein oder zumindest kein direkter Austausch von Geld gegen sexuelle Dienstleistung erfolgt.
Faktisch handelt es sich bei Sugar Dating auch dann um eine Form der Prostitution, wenn dies von einem oder beiden Beteiligten nicht so gesehen wird. 
Sugarbabies verweisen zumeist darauf, dass die sexuellen Handlungen nur einen Aspekt der Beziehung darstellen und dass das Entgelt nur in einem mittelbaren Verhältnis zu den sexuellen Interaktionen steht.

## Andere Bedeutungen
In der englischen – und zunehmend auch in der deutschen – Sprache wird der Ausdruck auch auf andere Lebensbereiche übertragen, beispielsweise werden Regierungen oder Organisationen dann als Sugar-Daddy bezeichnet, wenn sie bestimmten gesellschaftlichen Strömungen oder Interessengruppen hohe Fördergelder, Subventionen oder sonstige überdurchschnittliche Unterstützung zukommen lassen.